# Mac Cecht
Nella mitologia irlandese dei Túatha Dé Danann, Mac Cecht era figlio di Cermait figlio di Dagda. Lui e i suoi fratelli Mac Cuill e Mac Gréine uccisero Lúg come vendetta per loro padre. I tre fratelli regnarono insieme a rotazione come Re supremo dell'Irlanda per 29 o 30 anni. Furono gli ultimi sovrani dei Túatha Dé Danann prima della conquista dei milesi. Il suo nome Mac Cecht viene dalla divinità Cecht, l'aratro. Sua moglie era  Fódla.